# Arroyo Telsen
El Telsen es un arroyo que se encuentra en el norte de la provincia del Chubut, República Argentina. Sus aportes son todos cañadones intermitentes que colectan agua en épocas de lluvias.
En los últimos años, el gobierno provincial realizó obras en el arroyo para mejorar el sistema de riego y la producción.

## Toponimia
Telsen es una palabra tehuelche que significa junco, totora o cortadera.

## Recorrido
Nace cerca del límite de Chubut con la provincia de Río Negro, en la meseta de Somuncurá. Recorre en dirección sur, pasando por el oasis de chacras de Telsen y de la localidad homónima, hasta culminar en el bajo de la Tierra Colorada, cerca del lugar donde desagua el Arroyo Perdido y el Ranquilao.

## Inundaciones
Durante los temporales de Argentina de abril de 2014, el arroyo debordó cien metros de cada lado tras llover 140 milímetros, afectando tanto la localidad de Telsen como el sector de chacras. Además la zona quedó incomunicada con el resto de la provincia por anegación en las rutas provinciales 4 y 8 y unas 30 familias fueron evacuadas. El gobierno provincial intentó llegar al poblado pero no pudo. En Telsen se informó que un hombre de 94 años falleció luego de que se inundara su casa y que se estaba buscando a un peón rural desaparecido. El 9 de abril un equipo de funcionarios, incluyendo el gobernador provincial Martín Buzzi, y personal operativo de la provincia partió hacia Telsen para socorrer a la población afectada y también se trasladaron dos helicópteros de la Armada Argentina, y uno más del Ejército Argentino. El gobierno provincial ñuego declaró la emergencia en todas las zonas afectadas.